# Großer Preis von Italien 1922

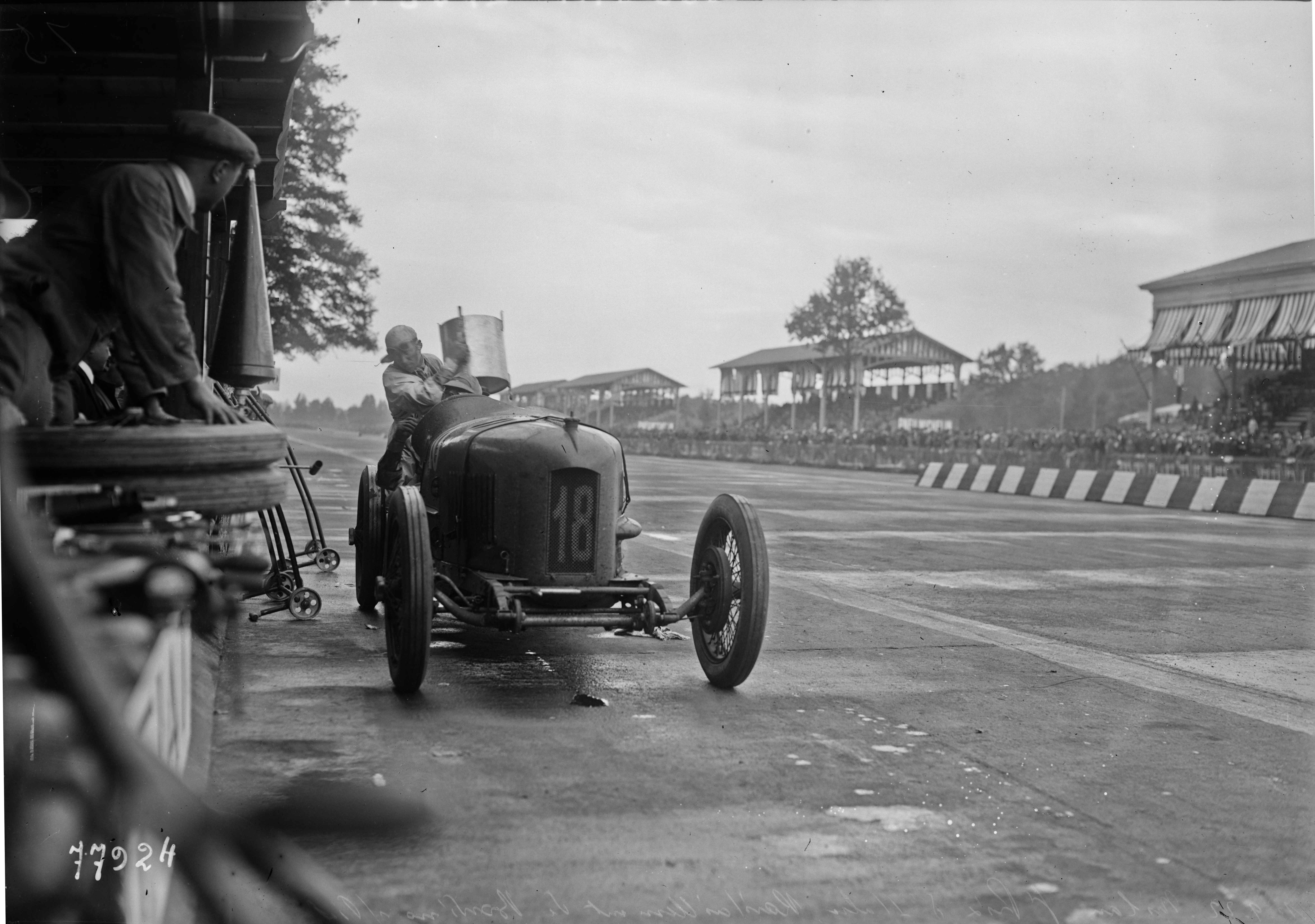
Rennsieger Pietro Bordino beim Nachtanken

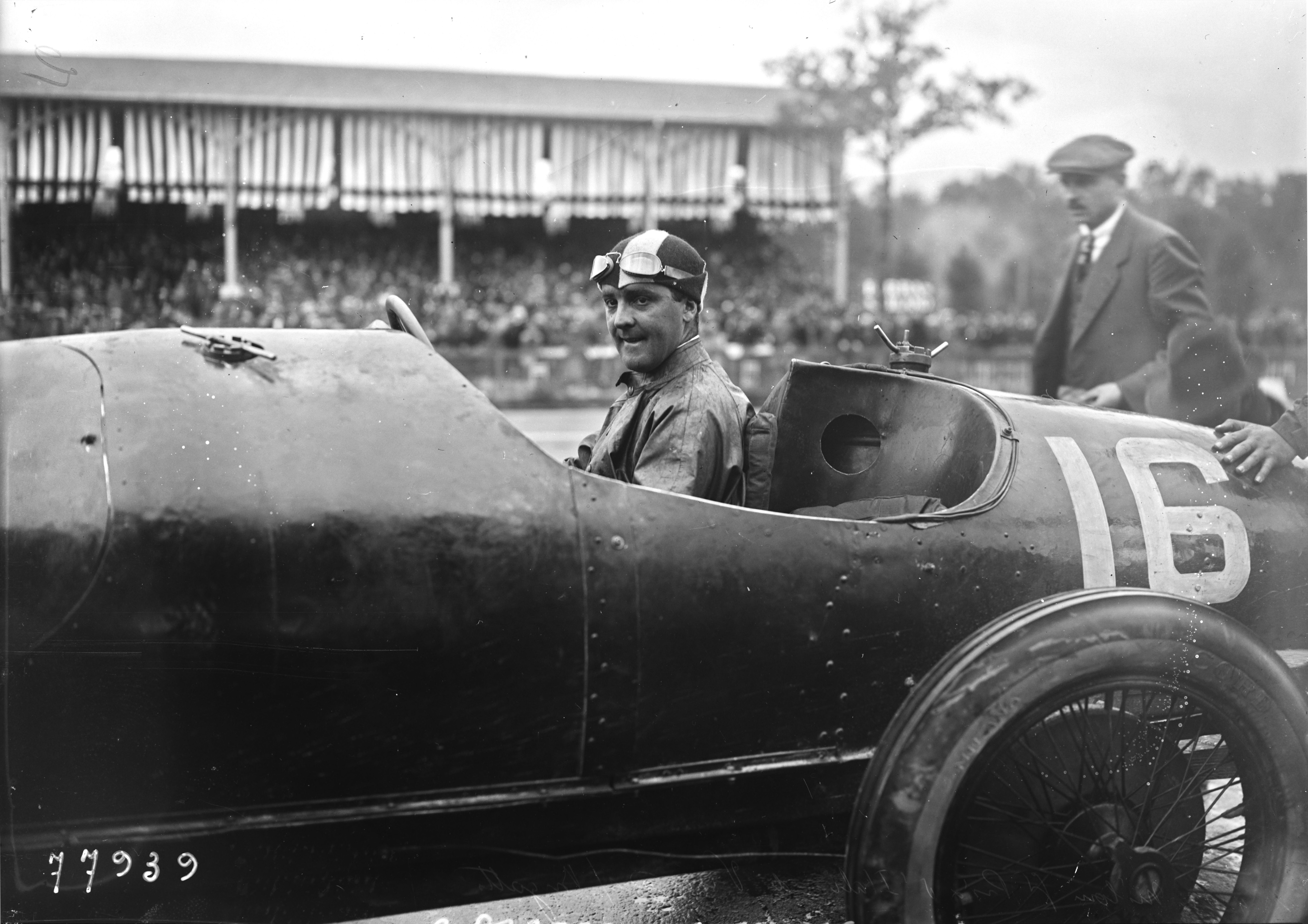
Der drittplatzierte Pierre de Vizcaya im Bugatti T30

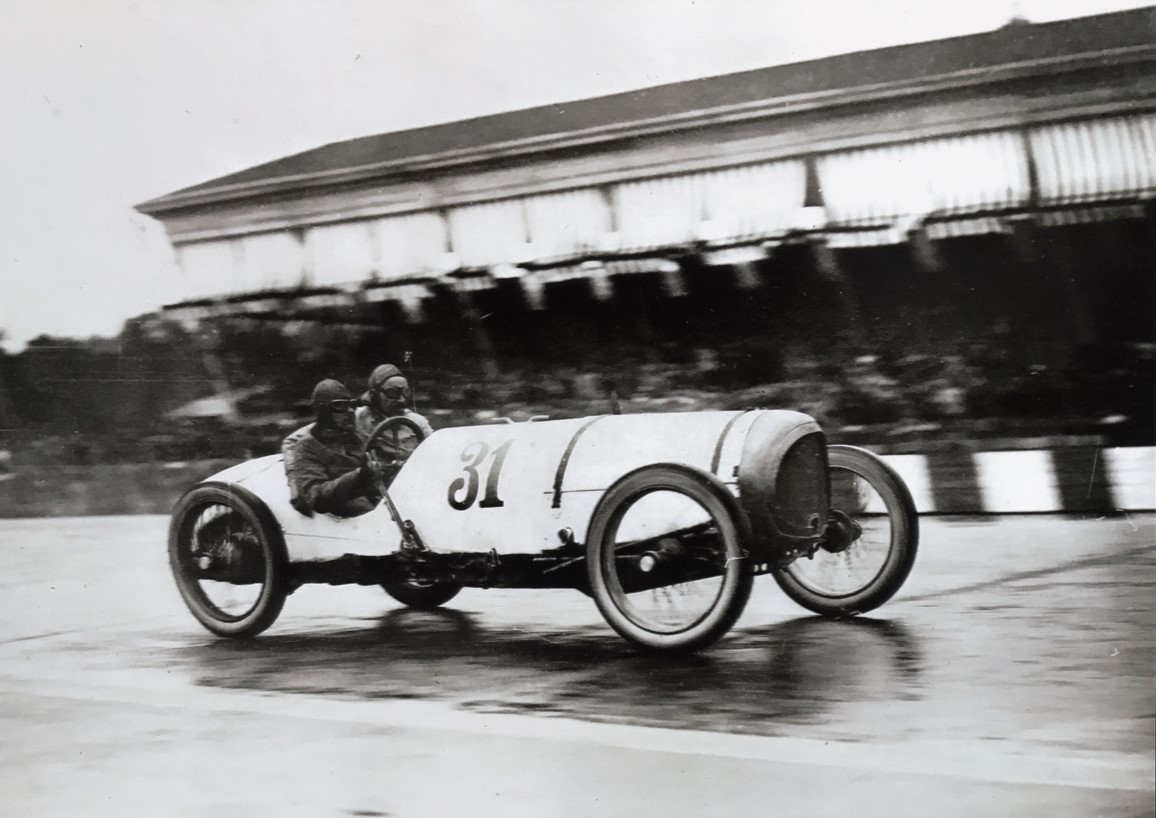
Reinhold Stahl im Heim Monza

Der II. Große Preis von Italien fand am 10. September 1922 auf dem Autodromo di Milano in Monza statt. Der Gran Premio d’Italia fand damit auch seine traditionelle Heimstätte, auf der bis auf fünf Ausnahmen alle bisherigen Läufe ausgetragen worden sind.
Das Rennen wurde gemäß der geltenden Grand-Prix-Formel (2 Liter Hubraum, 650 kg Mindestgewicht, Renndistanz mindestens 800 km) über 80 Runden à 10 km ausgetragen, was einer Gesamtdistanz von 800 km entsprach.
Sieger wurde Pietro Bordino auf Fiat.

## Rennen
Die in nur 100 Tagen Bauzeit errichtete Strecke – ursprünglich als Circuito di Milano bezeichnet – bestand aus einem 5,5 km langen Straßenkurs und einem 4,5 km langen Hochgeschwindigkeitsoval und war erst am 15. August, weniger als einen Monat vor dem Grand Prix, fertiggestellt worden. Sie ist damit die erste permanente und durchgehend befestigte Rennstrecke, auf der Grand-Prix-Rennen ausgetragen wurden, und ist damit auch gleichzeitig der ältesten Anlage dieser Art, auf der bis heute regelmäßig Formel-1-Rennen stattfinden.
Für das Rennen, das nach der von der AIACR für 1922 verabschiedeten offiziellen Grand-Prix-Formel (Hubraumbegrenzung 2 Liter, Mindestgewicht der Wagen 650 kg, Mindestdistanz der Rennen 800 km) ausgetragen wurde, hatten ursprünglich nicht weniger 13 verschiedenen Werksmannschaften insgesamt 39 Teilnehmer gemeldet. Darunter waren mit Mercedes, Benz, Austro-Daimler und Heim zum ersten Mal nach dem Ersten Weltkrieg von einem Veranstalter eines Grand Prix auch wieder Meldungen deutscher und österreichischer Automobilfirmen zugelassen worden. Nachdem jedoch beim vorangegangenen Grand Prix de l’ACF in Strasbourg die Rennwagen des Fiat-Teams die Konkurrenz in Grund und Boden gefahren hatten, erkannte ein Hersteller nach dem anderen die Aussichtslosigkeit des Unterfangens und ersparte sich die Anreise. Als auch das österreichische Austro-Daimler-Team seine Rennmannschaft nach dem Todessturz des Werksfahrers Gregor Kuhn im Training zurückzog, blieben am Ende neben den drei Fiat-Fahrern Pietro Bordino, Felice Nazzaro und Enrico Giaccone schließlich noch ganze fünf weitere Teilnehmer übrig. Einziger ernstzunehmender Fiat-Konkurrent unter diesen war der Bugatti von Pierre de Vizcaya, der sich damit entgegen der Weisung vom Werk auf eigener Achse vom Elsass aus auf den Weg gemacht hatte, so dass das Auto bereits einige Verschleißerscheinungen aufwies. Die beiden Diatto waren dagegen ebenso aussichtslos, wie die zwei von Heim ins Rennen geschickte Wagen, bei denen es sich im Prinzip um leicht modifizierte, deutlich untermotorisierte Sportwagenmodelle handelte, deren Geschwindigkeit um 20 km/h unterhalb der der Fiat lag. Franz Heim war vor dem Krieg zunächst Mechaniker bei Benz gewesen und hatte sich 1912 als Fahrer dem Grand-Prix-Team von Lorraine-Dietrich angeschlossen, bevor er nach dem Krieg in Mannheim eine eigene bescheidene Automobilproduktion aufzog und hier zum Großen Preis von Italien zusammen mit seinem Teamkollegen Reinhold Stahl selbst die Farben seines Rennstalls vertrat.
Wie zuvor schon beim französischen Grand Prix begann auch hier das Rennen mit einem Massenstart. Gleich zu Beginn blieb bereits der Fiat von Giaccone mit defekter Kraftübertragung liegen, die Wagen von Heim halten nur wenig länger. Nachdem zur Mitte des Rennens schließlich auch noch die beiden Diatto von Alfieri Maserati und Guido Meregalli ausgefallen waren, waren mit den beiden Fiat von Bordino und Nazzaro vor de Vizcaya auf Bugatti für die zweite Hälfte der Renndistanz wiederum nur noch drei Wagen verblieben. De Vizcaya, der am Anfang noch überraschenderweise gut mit den Fiat hatte mithalten können, war aber schon nach kurzer Zeit nach Boxenaufenthalten aufgrund mechanischer Defekte an seinem nicht mehr ganz frischen Wagen zurückgeworfen worden. Bordino gewann schließlich mit zwei Runden Vorsprung auf seinen Stallgefährten Nazzaro und noch einmal weiteren zwei Runden auf de Vizcaya. Das Rennen war damit auch der erste Grand Prix der Geschichte, bei dem die im Rennen verbliebenen Teilnehmer das Rennen nicht noch über die volle Distanz zu Ende fahren mussten, sondern nach der Zieldurchfahrt des Siegers direkt abgewunken wurden.

## Ergebnisse

### Meldeliste
| Team                                         | Nr. | Fahrer                   | Info  | Chassis                           | Motor                               | Reifen |
| -------------------------------------------- | --- | ------------------------ | ----- | --------------------------------- | ----------------------------------- | ------ |
| Automobiles Ballot                           | 01  | Jules Goux               | DNA   | Ballot 2-Litre S                  | Ballot 2.0L I4                      |        |
| Automobiles Ballot                           | 14  | Giulio Foresti           | DNA   | Ballot 2-Litre S                  | Ballot 2.0L I4                      |        |
| Sunbeam-Talbot-Darracq Motors                | 02  | Jean Chassagne           | DNA   | Sunbeam GP                        | Sunbeam 2.0L I4                     |        |
| Sunbeam-Talbot-Darracq Motors                | 15  | Henry Segrave            | DNA   | Sunbeam GP                        | Sunbeam 2.0L I4                     |        |
| Sunbeam-Talbot-Darracq Motors                | 26  | Kenelm Lee Guinness      | DNA   | Sunbeam GP                        | Sunbeam 2.0L I4                     |        |
| Usines Bugatti                               | 03  | Ernest Friederich        | DNA   | Bugatti T30                       | Bugatti 2.0L I8                     |        |
| Usines Bugatti                               | 16  | Pierre de Vizcaya        |       | Bugatti T30                       | Bugatti 2.0L I8                     | P a    |
| Usines Bugatti                               | 27  | Pierre Marco             | DNA   | Bugatti T30                       | Bugatti 2.0L I8                     |        |
| Usines Bugatti                               | 36  | Jacques Mones-Maury      | DNA   | Bugatti T30                       | Bugatti 2.0L I8                     |        |
| Daimler-Motoren-Gesellschaft                 | 04  | Max Sailer               | DNA   | Mercedes 6/40/65 PS               | Mercedes M 65134 1.5L I4 Kompressor | C      |
| Daimler-Motoren-Gesellschaft                 | 17  | Christian Lautenschlager | DNA   | Mercedes 6/40/65 PS               | Mercedes M 65134 1.5L I4 Kompressor | C      |
| Daimler-Motoren-Gesellschaft                 | 28  | Otto Salzer              | DNA   | Mercedes 6/40/65 PS               | Mercedes M 65134 1.5L I4 Kompressor | C      |
| Fiat SpA                                     | 05  | Felice Nazzaro           |       | Fiat 804                          | Fiat Type 404 2.0L I6               | P      |
| Fiat SpA                                     | 18  | Pietro Bordino           |       | Fiat 804                          | Fiat Type 404 2.0L I6               | P      |
| Fiat SpA                                     | 29  | Enrico Giaccone          |       | Fiat 804                          | Fiat Type 404 2.0L I6               | P      |
| FIV Edoardo Bianchi S.p.A.                   | 06  | Eugenio Silvani          | DNA   | Bianchi 18                        |                                     |        |
| FIV Edoardo Bianchi S.p.A.                   | 19  | Meo Costantini           | DNA   | Bianchi 18                        |                                     |        |
| FIV Edoardo Bianchi S.p.A.                   | 30  | Caberto Conelli          | DNA   | Bianchi 18                        |                                     |        |
| Badische Automobilfabrik Heim & Co.          | 07  | Arthur Henney            | DNA b | Heim 8/60 PS „Monza“              | Basse & Selve 2.0L I4               |        |
| Badische Automobilfabrik Heim & Co.          | 07  | Franz Heim               |       | Heim 8/60 PS „Monza“              | Basse & Selve 2.0L I4               |        |
| Badische Automobilfabrik Heim & Co.          | 20  | Franz Heim               | DNS c | Heim 8/60 PS „Monza“              | Basse & Selve 2.0L I4               |        |
| Badische Automobilfabrik Heim & Co.          | 31  | Reinhold Stahl           |       | Heim 8/60 PS „Monza“              | Basse & Selve 2.0L I4               |        |
| Österreichische Daimler Motoren Gesellschaft | 08  | Alfred Neubauer          | DNS d | Austro-Daimler Sascha             | Austro-Daimler 2.0L I4              |        |
| Österreichische Daimler Motoren Gesellschaft | 21  | Fahrer nicht benannt     | DNA   | Austro-Daimler Sascha             | Austro-Daimler 2.0L I4              |        |
| Österreichische Daimler Motoren Gesellschaft | 31  | Lambert Pocher           | DNS d | Austro-Daimler Sascha             | Austro-Daimler 2.0L I4              |        |
| Österreichische Daimler Motoren Gesellschaft | 37  | Gregor Kuhn              | DNS d | Austro-Daimler Sascha             | Austro-Daimler 2.0L I4              |        |
| SA Autocostruzioni Diatto                    | 09  | Guido Meregalli          |       | Diatto 20S                        | Bugatti 2.0L I4                     |        |
| SA Autocostruzioni Diatto                    | 22  | Alfieri Maserati         |       | Diatto 20S                        | Bugatti 2.0L I4                     |        |
| Benz & Cie.                                  | 10  | Fahrer nicht benannt     | DNA   | Benz RH 2-l-Tropfenform-Rennwagen | Benz Bz 6516 2.0L I6                | C      |
| Benz & Cie.                                  | 23  | Fahrer nicht benannt     | DNA   | Benz RH 2-l-Tropfenform-Rennwagen | Benz Bz 6516 2.0L I6                | C      |
| Benz & Cie.                                  | 33  | Fahrer nicht benannt     | DNA   | Benz RH 2-l-Tropfenform-Rennwagen | Benz Bz 6516 2.0L I6                | C      |
| Benz & Cie.                                  | 38  | Fahrer nicht benannt     | DNA   | Benz RH 2-l-Tropfenform-Rennwagen | Benz Bz 6516 2.0L I6                | C      |
| Automobiles Talbot                           | 11  | Fahrer nicht benannt     | DNA   | Talbot-Darracq                    |                                     |        |
| Automobiles Talbot                           | 24  | Fahrer nicht benannt     | DNA   | Talbot-Darracq                    |                                     |        |
| Automobiles Talbot                           | 34  | Fahrer nicht benannt     | DNA   | Talbot-Darracq                    |                                     |        |
| SA des Établissements Rolland-Pilain         | 12  | Albert Guyot             | DNA   | Rolland-Pilain A22                | Rolland-Pilain 2.0L I8              |        |
| SA des Établissements Rolland-Pilain         | 25  | Victor Hémery            | DNA   | Rolland-Pilain A22                | Rolland-Pilain 2.0L I8              |        |
| SA des Établissements Rolland-Pilain         | 35  | Louis Wagner             | DNA   | Rolland-Pilain A22                | Rolland-Pilain 2.0L I8              |        |
| SA des Établissements Rolland-Pilain         | 35  | Joseph Sadi-Lecointe     | DNA   | Rolland-Pilain A22                | Rolland-Pilain 2.0L I8              |        |
| Delage et Compagnie                          | 13  | René Thomas              | DNA   | Delage Type 2 LS                  | Delage 2.0L I4                      |        |

### Startaufstellung
Die Startpositionen wurden in der Reihenfolge der Startnummern vergeben. Die zweite Startreihe wurde jedoch aus bislang ungeklärten Gründen spiegelbildlich aufgestellt.
|           | Heim     |            | Nazzaro  |         |
|           |          |            |          |         |
| Meregalli |          | de Vizcaya |          | Bordino |
|           |          |            |          |         |
|           | Giaccone |            | Maserati |         |
|           |          |            |          |         |
|           |          |            |          | Stahl   |

### Rennergebnis
| Pos. | Fahrer            | Konstrukteur | Runden | Stopps | Zeit        | Start | Schnellste Runde | Ausfallgrund     |
| ---- | ----------------- | ------------ | ------ | ------ | ----------- | ----- | ---------------- | ---------------- |
| 01   | Pietro Bordino    | Fiat         | 80     |        | 5:43:13,000 | 3     | 4:05,000         |                  |
| 02   | Felice Nazzaro    | Fiat         | 78     |        | + 2 Runden  | 2     |                  |                  |
| 03   | Pierre de Vizcaya | Bugatti      | 76     |        | + 4 Runden  | 4     |                  |                  |
| —    | Guido Meregalli   | Diatto       | 52     |        | DNF         | 5     |                  | Mechanik         |
| —    | Alfieri Maserati  | Diatto       | 27     |        | DNF         | 7     |                  | Unfall           |
| —    | Franz Heim        | Heim         | 16     |        | DNF         | 1     |                  | Ausfall          |
| —    | Reinhold Stahl    | Heim         | 12     |        | DNF         | 8     |                  | Ausfall          |
| —    | Enrico Giaccone   | Fiat         | 0      |        | DNF         | 6     |                  | Kraftübertragung |